# Intercontinental Rally Challenge
O Intercontinental Rally Challenge (IRC) foi um campeonato de rali organizado pela SRW Ltd e sancionado pela Federação Internacional do Automóvel (FIA), com a intenção de dar "novas oportunidades para pilotos jovens ou amadores competirem em reconhecidos ralis regionais e internacionais, enquanto os organizadores proporcionam novas formas de cobertura televisiva, criados pelo Eurosport." Este campeonato rodou em volta de carros de Grupo N e Grupo A, até 2000cc incluindo os Super 2000, R2 e R3. Em 2013 este campeonato fundiu-se com ERC - Campeonato Europeu de Ralis
Esta competição nasceu em 2006 com o nome International Rally Challenge, mudando a designação em 2007 com a introdução de provas de outros continentes para além da Europa.

## Provas 2006
| Data                | Prova                        | País          | Vencedor           |
| ------------------- | ---------------------------- | ------------- | ------------------ |
| 25 – 27 de maio     | Zulu Rally South Africa      | África do Sul | Alister McRae      |
| 23 – 24 de junho    | Belgium Ypres Westhoek Rally | Bélgica       | Giandomenico Basso |
| 3 – 5 de agosto     | 47º Rali Vinho da Madeira    | Portugal      | Giandomenico Basso |
| 15 – 17 de setembro | 48° Rallye Sanremo           | Itália        | Paolo Andreucci    |

## Provas 2007
| Data                | Prova                          | País     | Vencedor           |
| ------------------- | ------------------------------ | -------- | ------------------ |
| 9 – 11 de março     | Safari Rally                   | Quênia   | Andrea Navarra     |
| 11 – 13 de maio     | 36° Fiat Rally                 | Turquia  | Nicolas Vouilloz   |
| 23 – 24 de junho    | Belgium Ypres Westhoek Rally   | Bélgica  | Luca Rossetti      |
| 12 – 14 de julho    | Rally Russia                   | Rússia   | Anton Alén         |
| 3 – 4 de agosto     | 48º Rali Vinho da Madeira      | Portugal | Giandomenico Basso |
| 24 – 26 de agosto   | Barum Rally Zlin               | Chéquia  | Nicolas Vouilloz   |
| 27 – 29 de setembro | 49° Rallye Sanremo             | Itália   | Luca Rossetti      |
| 25 – 27 de outubro  | Rallye International du Valais | Suíça    | Nicolas Vouilloz   |
| 9 – 11 de novembro  | China Rally                    | China    | David Higgins      |

## Provas 2008
| Data                | Prova                          | País     | Vencedor           |
| ------------------- | ------------------------------ | -------- | ------------------ |
| 4 – 6 de abril      | Istanbul Rally                 | Turquia  | Luca Rossetti      |
| 9 – 10 de maio      | Rally de Portugal              | Portugal | Luca Rossetti      |
| 27 – 28 de junho    | Belgium Ypres Westhoek Rally   | Bélgica  | Freddy Loix        |
| 11 – 12 de julho    | Rally Russia                   | Rússia   | Juho Hänninen      |
| 1 – 2 de agosto     | 49º Rali Vinho da Madeira      | Portugal | Nicolas Vouilloz   |
| 22 – 24 de agosto   | Barum Rally Zlin               | Chéquia  | Freddy Loix        |
| 12 – 13 de setembro | 45° Rally Principe de Asturias | Espanha  | Giandomenico Basso |
| 25 – 27 de setembro | 50° Rallye Sanremo             | Itália   | Giandomenico Basso |
| 23 – 25 de outubro  | Rallye International du Valais | Suíça    | Freddy Loix        |
| 5 – 7 de dezembro   | China Rally                    | China    | Jarkko Miettinen   |

## Provas 2009
| Data                      | Prova                             | País     | Vencedor           |
| ------------------------- | --------------------------------- | -------- | ------------------ |
| 21 – 24 de janeiro        | 77° Rallye Automobile Monte-Carlo | França   | Sébastien Ogier    |
| 5 – 7 de março            | Internacional de Curitiba         | Brasil   | Kris Meeke         |
| 3 – 4 de abril            | Safari Rally                      | Quênia   | Carl Tundo         |
| 7 – 9 de maio             | Rallye Açores                     | Portugal | Kris Meeke         |
| 18 – 20 de junho          | Ypres Westhoek Rally              | Bélgica  | Kris Meeke         |
| 9 – 11 de julho           | Rally Russia                      | Rússia   | Juho Hänninen      |
| 30 de julho – 1 de agosto | 50º Rali Vinho da Madeira         | Portugal | Giandomenico Basso |
| 21 – 23 de agosto         | Barum Rally Zlin                  | Chéquia  | Jan Kopecký        |
| 10 – 12 de setembro       | 46° Rally Principe de Asturias    | Espanha  | Jan Kopecký        |
| 24 – 26 de setembro       | 51° Rallye Sanremo                | Itália   | Kris Meeke         |
| 19 – 21 de novembro       | RAC MSA Rally of Scotland         | Escócia  | Guy Wilks          |

## Temporada 2010
| Data                | Prova                                    | País      | Vencedor          |
| ------------------- | ---------------------------------------- | --------- | ----------------- |
| 19 – 23 de janeiro  | 78° Rallye Automobile Monte-Carlo        | França    | Mikko Hirvonen    |
| 4 – 6 de março      | Rally Internacional de Curitiba (Brazil) | Brasil    | Kris Meeke        |
| 19 – 21 de março    | Rally Argentina                          | Argentina | Juho Hänninen     |
| 29 bril – 1 maio    | Rally Islas Canarias                     | Espanha   | Jan Kopecký       |
| 4 – 6 de junho      | Rally d'Italia Sardegna                  | Itália    | Juho Hänninen     |
| 24 – 26 de junho    | Belgium Ypres Westhoek Rally             | Bélgica   | Freddy Loix       |
| 15 – 17 de julho    | Sata Rally Açores                        | Portugal  | Bruno Magalhães   |
| 5 – 7 de agosto     | Rali Vinho da Madeira                    | Portugal  | Freddy Loix       |
| 27 – 29 de agosto   | Barum Rally Zlin                         | Chéquia   | Freddy Loix       |
| 23 – 25 de setembro | Rallye Sanremo                           | Itália    | Paolo Andreucci   |
| 15 – 17 de outubro  | RAC MSA Rally of Scotland                | Escócia   | Juho Hänninen     |
| 4 – 6 de novembro   | FxPro Cyprus Rally                       | Chipre    | Nasser Al-Attiyah |

## Temporada 2011
| Data                | Prova                                       | País     | Vencedor          |
| ------------------- | ------------------------------------------- | -------- | ----------------- |
| 19 – 22 de janeiro  | Rallye Automobile Monte-Carlo               | França   | Bryan Bouffier    |
| 14 – 16 de abril    | Rally Islas Canarias Trofeo El Corte Inglés | Espanha  | Juho Hänninen     |
| 12 – 14 de maio     | Tour de Corse                               | França   | Thierry Neuville  |
| 2 – 4 de junho      | Prime Yalta Rally                           | Ucrânia  | Juho Hänninen     |
| 23 – 25 de junho    | Geko Ypres Rally                            | Bélgica  | Freddy Loix       |
| 14 – 16 de julho    | Sata Rallye Açores                          | Portugal | Juho Hänninen     |
| 26 – 28 de agosto   | Barum Czech Rally Zlín                      | Chéquia  | Jan Kopecký       |
| 9 – 11 de setembro  | Mecsek Rallye                               | Hungria  | Jan Kopecký       |
| 22 – 24 de setembro | Rallye Sanremo                              | Itália   | Thierry Neuville  |
| 7 – 9 de outubro    | RAC MSA Rally of Scotland                   | Escócia  | Andreas Mikkelsen |
| 3 – 5 de novembro   | FxPro Cyprus Rally                          | Chipre   | Andreas Mikkelsen |

## Temporada 2012
| Data                         | Prova                                       | País       | Vencedores         |
| ---------------------------- | ------------------------------------------- | ---------- | ------------------ |
| 23 – 25 de fevereiro         | 47º SATA Rallye Açores                      | Portugal   | Andreas Mikkelsen  |
| 15 – 17 de março             | 36º Rallye Islas Canarias - El Corte Inglés | Espanha    | Jan Kopecký        |
| 6 – 8 de abril               | Circuit of Ireland Rally                    | Irlanda    | Juho Hänninen      |
| 11 – 12 de maio              | 55º Tour de Corse                           | França     | Dani Sordo         |
| 14 – 16 de junho             | Targa Florio Rally                          | Itália     | Jan Kopecký        |
| 21 – 23 de junho             | 48º Belgium Geko Ypres Rally                | Bélgica    | Juho Hänninen      |
| 6 – 7 de julho               | 40º Rally di San Marino                     | San Marino | Giandomenico Basso |
| 20–22 de julho               | Sibiului Rally Romania                      | Roménia    | Andreas Mikkelsen  |
| 31 de agosto – 2 de setembro | 42º Barum Czech Rally Zlín                  | Chéquia    | Juho Hänninen      |
| 15 – 16 de setembro          | Prime Yalta Rally                           | Ucrânia    | Yagiz Avci         |
| 29 – 30 de setembro          | 32º Rally Sliven                            | Bulgária   | Dimitar Iliev      |
| 12 – 13 de outubro           | 54º Rallye Sanremo                          | Itália     | Giandomenico Basso |
| 2 – 3 de novembro            | Cyprus Rally                                | Chipre     | Nasser Al-Attiyah  |

## Campeões
| Época | Piloto               | Navegador       | Carro                   |
| ----- | -------------------- | --------------- | ----------------------- |
| 2006  | Giandomenico Basso   | Mitia Dotta     | Fiat Punto Abarth S2000 |
| 2007  | Enrique García-Ojeda | Jordi Barrabés  | Peugeot 207 S2000       |
| 2008  | Nicolas Vouilloz     | Nicolas Klinger | Peugeot 207 S2000       |
| 2009  | Kris Meeke           | Paul Nagle      | Peugeot 207 S2000       |
| 2010  | Juho Hänninen        | Mikko Markkula  | Škoda Fabia S2000       |
| 2011  | Andreas Mikkelsen    | Ola Fløene      | Škoda Fabia S2000       |
| 2012  | Andreas Mikkelsen    | Ola Fløene      | Škoda Fabia S2000       |

## References
1. ↑  «Manufacturers» (em inglês). ircseries.com. Consultado em 9 de janeiro de 2012. Arquivado do original em 13 de julho de 2011